# Elektropunk
Az elektropunk gyűjtőnév alatt olyan elektronikus zenei irányzatokat értünk, amelyekben az elektronikus zenéhez a punk életérzés vagy punk zenei elemek társulnak. A műfaj a punk rock és az elektronikus zene elemeinek kombinálásával jött létre, a hetvenes évek végén. A korai elektropunk népszerű művészei Nitzer Ebb, Suicide az USA-ból, DAF és Liaisons Dangereuses Németországból, Portion Control Angliából és a Dead Inside the Chrysalis Ausztráliából.
Az elektronikus punk zenének nagy szerepe volt a később igen széles körben elterjedt és kedvelt indusztriális zene fejlődésében.

## Kibontakozás
A 80-as évek vége felé a szintetizátor egyre nagyobb teret nyert a könnyűzene világában. A hetvenes évek legvégének kísérleti jellegű szintetizátorpopja (Gary Numan, Throbbing Gristle, Ultravox, Depeche Mode) sikerei nagyban hozzájárultak a könnyűzene világának átrendeződéséhez, amely később olyan zenekarokat hozott felszínre, mint Billy Idol (Generation X) volt zenésztársának (Tony James) punk zenésznek együttese a Sigue Sigue Sputnik. A csapat legismertebb munkája, a Flaunt it, talán egyik legjobb példája, az elektronikus zenébe öntött punk rock elképzelésének. Az elektronikus punk zenének nevezhető műfaj ezután néhány éven belül a könnyűzene egyik meghatározó színfoltjává vált, olyan megasztárok képében, mint Billy Idol (a Cyberpunk albummal) vagy a Prodigy. Az elektronikus zene e műfajához közel álló Scooter zenei világában is felfedezhető a punk egyszerű, nyers dinamikája, a maga club orientált mainstream tánczenei jellegébe ágyazva. A német zenekar több punk típusú dalt is feldolgozott. Erre a műfaj egyik leghíresebb alapműve, Billy Idol, Rebel Yell című dalának "Scooter változata" is bizonyíték.

## A műfajhoz közel álló előadók
Az alábbi előadók a műfajba sorolhatók.
- Suicide
- Nitzer Ebb
- Nine Inch Nails
- Portion Control
- Sigue Sigue Sputnik
- The Prodigy
- Moguai

## Elektropunk alstílusok
- synthpunk
- electroclash
- digital hardcore